# Fountain Hills
Fountain Hills es un pueblo ubicado en el condado de Maricopa en el estado estadounidense de Arizona. En el Censo de 2010 tenía una población de 22 489 habitantes y una densidad poblacional de 425,24 personas por km².

## Geografía
Fountain Hills se encuentra ubicado en las coordenadas 33°36′24″N 111°44′13″O / 33.60667, -111.73694. Según la Oficina del Censo de los Estados Unidos, Fountain Hills tiene una superficie total de 52.88 km², de la cual 52.65 km² corresponden a tierra firme y (0.44%) 0.23 km² es agua.

## Demografía
Según el censo de 2010, había 22.489 personas residiendo en Fountain Hills. La densidad de población era de 425,24 hab./km². De los 22.489 habitantes, Fountain Hills estaba compuesto por el 94.1% blancos, el 0.97% eran afroamericanos, el 0.58% eran amerindios, el 1.83% eran asiáticos, el 0.1% eran isleños del Pacífico, el 1.06% eran de otras razas y el 1.36% pertenecían a dos o más razas. Del total de la población el 4.11% eran hispanos o latinos de cualquier raza.